# Филипини на Светском првенству у атлетици на отвореном 2022.
Филипини су учествовали на 18. Светском првенству у атлетици на отвореном 2022. одржаном у Јуџину  од 15. до 25. јула седамнаести пут. Репрезентацију Филипина представљао је један такмичар који се такмичио у скоку мотком.,
На овом првенству представник Филипина је освојио једну бронзану медаљу. Овим успехом филипини су делили 40 место у укупном пласману освајача медаља 
У табели успешности према броју и пласману такмичара који су учествовали у финалним такмичењима (првих 8 такмичара) Филипини су са 1 учесником у финалу делили 51. место са 6 бодова.
| Пл.  | Земља    | 1. место | 2. место | 3. место | 4. место | 5. место | 6. место | 7. место | 8. место | Бр. фин. | Бод. |
| ---- | -------- | -------- | -------- | -------- | -------- | -------- | -------- | -------- | -------- | -------- | ---- |
| =51. | Филипини | 0        | 0        | 1        | 0        | 0        | 0        | 0        | 0        | 1        | 6    |

## Учесници
Мушкарци:
- Ернест Џон Обиена — Скок мотком

## Освајачи медаља

### Бронза (1)
- Ернест Џон Обиена — Скок мотком

## Резултати

### Мушкарци
| Атлетичар         | Дисциплина  | Лични рекорд | Квалификације | Квалификације | Полуфинале | Полуфинале | Финале           | Финале | Детаљи |
| Атлетичар         | Дисциплина  | Лични рекорд | Резултат      | Место         | Резултат   | Место      | Резултат         | Место  | Детаљи |
| ----------------- | ----------- | ------------ | ------------- | ------------- | ---------- | ---------- | ---------------- | ------ | ------ |
| Ернест Џон Обиена | Скок мотком | 5,93 НР      | 5,75 кв       | 3. у гр. Б    |            |            | 5,94 АЗР, НР, ЛР |        |        |